# Валензее
Валензее (на немски: Walensee, тоест езерото Вален) е 12-о по големина езеро в Швейцария (катнони Гларус и Санкт Гален). Площ 24,16 km², обем 2,49 km³, средна дълбочина 103 m, максимална 150 m.

## Географска характеристика
Езерото Валензее е разположено в източната част на Швейцария между Апенцелските Алпи (хребета Курфирстен) на север и Гларнските Алпи на юг. Заема удължена от запад на изток тектонска котловина, допълнително разширена и удълбана от плейстоценския ледник по време на Вюрмското заледяване. Тя е асиметрична - от север склоновете на хребета Курфирстен (2306 m) са много стръмни, почти освесни, докато от юг са полегати. Там са образувани дори равни надзаливни тераси. Дължина от запад на изток 15,5 km и максимална ширина от север на юг 2 km. Бреговата му линия е слабо разчленена. През него протича река Линт, която се влива в югозападния му ъгъл и изтича от най-западната му част при градчето Везен, а от изток се влива река Зец, като и двете реки водят началото си от Гларнските Алпи.
Водосборният басейн на Валензее обхваща площ от 1061 km³, като включва основно северните склонове на Гларнските Алпи. Разположено е на 419 m н.в., като колебанията на водното му ниво през годината са незначителни и плавни, с малко по-високо ниво през пролетта. По този начин годишният му отток е почти постоянен и с малки отклонения и се явява основен регулатор на разположеното по-надолу Цюрихско езеро.

## Стопанско значение, селища
Валензее и много красиво езеро и често се включва в класации на най-красивите езера в света. Районът около него се нарича Хайдиланд по световноизвестната история на Йохана Спири и отдавна е известен с развития си летен и зимен туризъм. Покрай южния му бряг преминава шосе и жп линия, като гледките от тях са забележителни и привличат многобройни ентусиасти. От източната му страна, но не на самия бряг се намира единственият по-голям град в района - Валенщат (5680 д.), по южния – градчетата Квартен, Мург и Мюлехорн, а на западния – Везен.